# Espécie química
Espécie química é um nome genérico utilizado para significar qualquer uma das seguintes espécies elementares ocorrentes no Universo:
1. átomo de qualquer elemento químico, em qualquer de suas variedades isobáricas ou isotópicas, em estado de equilíbrio elétrico próprio (número de prótons na região nuclear, dotados de carga elétrica unitária positiva, igual ao número de elétrons na região periférica (eletrosfera) dotados de carga elétrica unitária negativa);
2. átomo de qualquer elemento químico, como acima referido, ainda que em estado de desequilíbrio elétrico próprio (número de prótons diferente do número de elétrons), configurando assim um íon (também ion, ião, iônio ou ionte), a ser chamado catíon (também cátion, cation, catião, catiônio ou cationte), quando o número de prótons é maior que o número de elétrons, usualmente pela remoção destes, a resultar em carga elétrica total positiva, ou aníon (também ânion, anion, anião, aniônio ou anionte), quando o número de prótons é menor que o número de elétrons, usualmente pela adição destes, a resultar em carga elétrica total negativa. Chama-se ionização quer ao fenômeno interveniente ou processo de obtenção de um íon;
3. grupo de átomos, quer constituindo uma molécula, ou radical, quer não, mas tão-somente um grupo de átomos, quer dotado de equilíbrio elétrico, quer de desequilíbrio elétrico, neste caso a configurar um grupamento iônico[1]. Tal estado alcança-se por ionização;
4. molécula, a definir substância química simples ou composta.

Usa-se estender o conceito de espécie química, além da referência aos elementos materiais, também aos elementos energéticos, neste caso por fazer alusão aos fótons, que vêm a ser quanta de energia.
Finalmente, no domínio da Físico-química quântica, estende-se esse conceito até qualquer elemento constitutivo do Universo, em matéria ou em energia, dos até então conhecidos ou investigados em prospecção científica, aos que eventualmente vierem a ser confirmados ou conhecidos, em virtude dessa prospecção. Aqui se incluem, por exemplo, todas as partículas sub-atômicas ou elementares, e as suas sub-partículas, como os quarks e mais.